# Yuan-dynastiet
Yuan-dynastiet (Yüan-Dynastiet; mongolsk:  Dai Ön Yeke Mongghul Ulus; kinesisk: 元朝 Yuáncháo) er betegnelsen for den mongolske kejserslægt i Kina 1279-1368. Det var under dette dynasti, at Marco Polo rejste i Kina, hvor han har givet sin berømte skildring af landets indre forhold.
Dynastiet var officielt grundlagt 1271 af Kublai Khan, Djengis Khans sønnesøn, som havde erobret Kina i 1270'erne. Det betød en genrejsning af Kina som stormagt, og mongolherredømmet var i flere henseender en stabiliserende periode. Kublai Khan genoprettede orden og statsstyre, tog vidtgående hensyn til kinesisk kultur og udbredte landets magt til Bagindien. Samtidig viste mongolkejserne også betydelig tolerance for fremmede religioner og besøgende.
Kublais efterfølger videreførte arbejdet, men i 1300-tallet gik regimet i forfald og prægedes af korruption og slendrian. Mongolstyret var i vide kredse forhadt som et fremmedherredømme; i 1330'erne brød store opstande ud, som førte til, at Yuan-dynastiet blev styrtet i 1368 og erstattet af Ming-dynastiet.

## Det mongolske verdensriges oprindelse
Temüdsjin, senere kendt som Djengis Khan, var stamfaderen til alle Yuán-dynastiets herskere. Han var søn af Yesügei, stammehøvding for kiyaderne, en af de mange stammer i det opsplittede Mongoliet. I ung alder mistede han faderen, som blev dræbt af en rivaliserende stamme. Det udløste en stor borgerkrig. Til sidst sejrede Temüdsjin og tog herskertitlen Wang Khan. Han udsendte en skriftlig lov Jassa for alle mongoler og krævede, at den blev fulgt til punkt og prikke.
Temüdsjin angreb andre stammer i området og udvidede hele tiden sin magt. Ved en kombination af diplomati, organisation, militær dygtighed og brutalitet forenede han alle de mongolske stammer til et folk (1206). Under et khuriltai (et rådsmøde for de mongolske høvdinge) fik han titlen "alherskeren" (Djengis Khan). Dette blev begyndelsen på det, som blev kendt som Yuán-dynastiet, som til at begynde med herskede over Mongoliet, Rusland og store dele af Centralasien, men som senere skulle blive afgrænset til Kina.

## Mongolerne angriber Kina
Da dette khuriltai trådte sammen, var Djengis Khan allerede i tvist med det vestlige Xià. Det udviklet sig til den første af hans erobringstogter uden for det mongolske kerneområdet. I år 1209 havde han knækket Vest-Xiàs magt, til trods for de store vanskeligheder han havde med at indtage de godt befæstede byer i Xià. De indgik en fredsaftale hvor Xià-kejseren underkastede sig Djengis Khan.
Længere nordøst i Kina stod lå Jīn-dynastiet for tur; deres områder var nu de nærmeste. I 1211 bestemte Djengis Khan sig for at underlægge sig dette området fuldstændig og erklærede krig. Problemerne mongolerne havde haft med Vest-Xià gentog sig; ude i det åbne land sejrede de let, men befæstninger havde de store vanskeligheder med. Djengis nedsatte en studiegruppe fra hans egen meget dygtige stab og med kinesiske ingeniører som rådgivere. Gradvis udviklede de belejringsteknikker som efter få år skulle give mongolerne ry som krigshistoriens bedste belejrere.
Overvældende sejre fulgte, og i 1213 havde Djengis Khan erobrede og konsoliderede sit greb om Jīn-Kina så langt som til Den kinesiske mur.
Den mongolske hær drog videre i området mellem Den store mur og floden Huang He. Den kunne nu fuldstændig rasere store dele af Nordkina. I 1215 belejrede, indtog, plyndrede og brændte Djengis Khans styrker Jīn-hovedstaden Yanjing (senere kendt som Běijīng). Jīn-kejseren, Xuan Zong, overgav sig imidlertid ikke men flyttede sin hovedstad til Kaifeng. Der blev hans efterfølgere nedkæmpet i 1234.
Efter at have brændt den gamle Jīn-hovedstad byggede mongolerne i 1267 deres egen "storladne hovedstad" (Dadu) kort nord for. Det er den by som Marco Polo kalder "Cambuluc". Det antages, at Kublai Khan valgte dette sted, fordi det lå nærmere Mongoliet end de traditionelle emner længere mod syd i landet.

## Mongolernes konsolidering af herredømmet over Kina
Yuán-dynastiet blev formelt proklameret i 1271 af Djengis Khans barnebarn Kublai Khan. Det afløste efter traditionel kinesisk historiografi Sòng-dynastiet, og magtovertagelsen var fuldbyrdet i 1276 og de sidste Sòng-dynasti-tilhængernes nederlag i 1279 med byen Guangzhous fald.
Både det, at dynastiet blev proklameret allerede før Sòng-dynastiet var faldet, og at mongolerne gav det et kinesisk og ikke mongolsk navn, viser Kublai Khans politiske og militære tæft. Kublai Khan blev forsøgt presset af sine rådgivere til at udvide de mongolske erobringer yderligere til også at omfatte Japan, Myanmar, Vietnam og Indonesien. Men det blev det aldrig noget af.
Mongolernes plyndringer og hærgninger under erobringskrigene førte naturlig til, at den jævne kineser var meget negativt indstillet til Yuán-dynastiet. Og mongolerne var snarere med at røve med sig så meget penge og andet, som om de regnede med at deres styre ville blive kortvarigt. Dette forstærkede den negative indstilling; det gode som Kublai Khan gjorde, fik ikke den positive opmærksomhed, som det nok ellers ville have fået. Foruden reformer af landbrug og transportvæsen byggede han sygehus og udviklede et maddistributionssystem for de allerfattigste. Han fremmede også videnskab og religion.
De mongolske erobringer førte ikke til forstyrrelser af den kinesiske udenrigshandel. Tværtimod var Yuán-dynastiet ivrig efter at fremme handelsforbindelserne med de arabiske lande, som de også selv profiterede på.
Når det var Zheng Hes flåde som måtte til for at få genoprettet disse forbindelser under Ming-dynastiet, var det ikke fordi Yuán-styret havde brudt disse forbindelser. Araberhandelen brød sammen, omtrent da Yuán-dynastiet ebbede ud, og det var særlig fordi krigsherren Chen Youding erobrede Quanzhou og massakrerede den arabiske befolkning der.
Mongolerne regerede fra Dadu (også kaldet Khan-balyq) skønt kejseren også havde en storslået sommerresidens i Shangdu (udgangspunktet for digtningens legendariske Xanadu). Karakorum gav herredømmet legitimitet.
De mongolske garnisoner koncentrerede sig om hovedstaden, mens de i de rige områder omkring Jangtsekiang (Yangzhou, Nanking, Hangzhou) efter kort tid satte deres lid til, at kinesiske tropper under mongolsk kommando bevarede fred og kontrol. De kinesiske soldater blev udskiftet hvert andet år og spredt rundt om i fjernere provinser. Også officererne blev regelmæssigt forflyttede, så faren for konspiration og oprør mod kejsermagten hindredes.
Et af fire mongolriger: Inden- og udenrigspolitisk nød Yuán-dynastiet kun en formel anerkendelse. Der var stadige konfrontationer med mongoler, som var forblevet ude på steppelandet (den sidste i 1360). Dertil kom at mongolregenterne i vest, Den Gyldne Horde og Il-khanatet førte deres egen politik fra henholdsvis 1260 og 1295 og gik over til islam. Fra 1310 nyorganiserede det hidtil ustabile Tsjagatai-khanat sig, så der i 1300-tallet var fire forskellige mongolriger i Central- og Østasien.

## Befolkning og befolkningsinddeling
Omkring 1290 bestod Kinas befolkning officielt af 60 millioner sydkinesere, 10 millioner nordkinesere og 2 millioner mongoler og semuer. En tidligere folketælling fra 1235 opgav 8,5 millioner bosatte i Nordkina, men da var det enorme antal af slaver og hjemløse ikke medregnet. Sammenlignet med Jīn-dynastiets tid havde Nordkina altså været gennem et dramatisk fald i folketallet.
Kublai Khan inddelte Kinas befolkning i fire og definerede delingen i lovbogen Yuán-dian-zhang. Det lod sig imidlertid ikke helt gøre at fastholde denne deling.
- Den øverste gruppe var de hvide mongoler, inddelte i 72 stammegrupper. Alle de højeste embeder i riget var forbeholdt dem alene.
- De sorte mongoler (Semu) var de folkegrupper, som havde støttet mongolernes erobring af Kina. Den gruppe omfattede særlig tyrkere og turko-tatarer, men også indvandrede alaner og russere. De sorte mongoler kunne drive handel, indkræve skatter, udlåne penge og indehave positioner i det mellemste embedsmandslag.
- Den tredje gruppen var nordkineserne, kaldet Han-ren. Til denne gruppe regnede man også kitaner, manchuer og koreanere. De måtte drive håndværk og kunne være lavere embedsmænd, men kunne ikke blive ledende officerer.
- Sydkineserne (Nan-ren) udgjorde den fjerde og mest retsløse gruppe. De måtte ikke en gang værge sig mod slag og blev pålagte de tungeste skattebyrder. Men mongolerne passede på at ikke konfiskere deres private faste ejendom. Dermed kunne de bevare de rigere sydkineseres neutralitet. I stedet beslaglagde de alt det land, som Sòng-dynasti-kansleren Kia-se-tao havde eksproprieret for staten, hvilket ikke bidrog til at forbedre den lavere bondestands kår. Kineserne havde hverken lov til at eje våben eller heste. Erhvervsskifte og ægteskab over disse gruppegrænser var forbudt.

## Handel, administration, kulturelle nyvindinger
Yuán-styret repræsenterede en stagnation, når det sammenlignes med de forudgående dynastier. Men alligevel var der en stigning i transithandel, og landet deltog i og drog nytte af den verdensomfattende kundskabsudveksling. Islam fik et opsving i provinserne Yunnan og Gansu, og to katolske bispedømmer blev oprettet: Det første var ærkebispedømmet Cambalue (Běijīng) i 1307, og seks år efter fik Sydkina et katolsk bispesæde i den vigtige havneby Zaitun. (Den sidste biskop af Zaitun blev dræbt i 1362, og Cembalue svandt hen, efter ærkebiskoppen blev bortført i 1375.
Under Guo Shuojing kom en kalenderreform takket være persisk indflydelse. Kunstvandingssystemerne blev forbedrede. Marco Polos store rejse fandt sted på denne tid.
Mongolerne var handelsorienterede, hvilket var et brud med de gamle kinesiske konfucianske idealer. De handelende, som for det meste var muslimsk og organiseret i handelslav, fik en agtet stilling i samfundet. Mongolerne stillede også joint-venture-kapital til rådighed for dem, og betroede dem udviklingen af finansvæsenet. Dette havde negative sider, eftersom muslimerne gennemgående pålagde højere skatter end de traditionelle. Allerede i 1239 havde Abd al-Rahman fordoblet skatterne, og finansminister Ahmed Fanakati (som blev myrdet i 1282) havde tredoblet dem i løbet af tre år.
De ikke-kinesiske navne var ingen tilfældighed: det var en gennemgående politik at hente personer til de vigtigere embedsposter fra Mellemøsten, Centralasien og til og med Europa, hvis det ikke lod sig gøre at finde egnede mongoler. Kineserne blev stort set holdt uden for; dog kunne kinesere få tilsvarende poster i områder med overvejende ikke-kinesisk befolkning.
For at fremme handelen og forbedre Nordkinas forsyningssituation byggedes 1279 til 1294 det nordlige afsnit af kejserkanalen. Den fulgte en ny kurs, eftersom den gamle var for lang og ikke længere farbar for skibe af gængs størrelse. Parallelt med det brugte man søvejen for at fragte sydens rigdomme nordover.
Mongolerne inddelte forvaltningen i det hemmelige statsråd (for forsvarsanliggender), sensorrådet for til opsynet med embedsværket, og centralsekretariatet for alle civile anliggender. Det råd havde afdelinger for skat, personale, riter, krig, justitsvæsen og offentlige arbejder. Men mange af provinserne var relativt selvstændige (frem for alt Gansu og Yunnan). Forvaltningen var plaget af stadige magtkampe. Flere ministre og særligt de mest hensynsløse måtte bøde med livet (Ahmed Fanakati 1282, Lu Shih-jung 1285, Senge 1291, Bayan 1340, Toghta 1356).
Et stort problem var den gamle embedsmandseksamen. Den var en bærepille for kinesisk forvaltning helt siden Tang-dynastiets dage. Mongolerne havde indført et eget system i 1237/1238 efter råd fra Yelü Chutsai men afskaffede det næsten med det samme. Det blev først genindført i 1315 af kejser Ayurparibatra. Nord- og sydkineserne blev imidlertid holdt nede, så de endte med at besætte blot 30% af stillingerne, og selve prøverne var en parodi sammenlignet med tidligere tiders krav.
Som ellers, når Kina blev regeret af fremmede magthavere, indebar Yuán-styret en større kulturel mangfoldighed. Blandt de vigtigere kulturelle nyvindinger kan nævnes udviklingen af kinesisk drama og kinesisk romanlitteratur og en tiltagende brug af kinesisk også skriftligt. Det mongolske storrige indebar en blomstrende øst-vest-handel og en del kulturel udveksling. Vestlige musikinstrumenter berigede kinesisk musik.
I denne periode gik mange kinesere over til islam i landets nordvestlige og sydvestlige egne. Nestorianisme og katolicisme nød godt af en toleranceperiode. Tibetansk buddhisme var i medvind, mens den traditionelle taoisme blev forsøgt undertrykt af mongolerne. Mongolerne genoplivede de konfucianske styringsskikke og embedsmandseksamener kom i baggrunden under de forudgående tiders splittelser.
Der blev gjort store fremskridt inden for rejselitteratur, kartografi, geografi og naturvidenskab. Visse vigtige kinesiske innovationer som bogtryk, porcelænsproduktion, spillekort og medicinske håndbøger blev introducerede i Europa, mens fremstilling af tyndt glas og cloisonné blev populært i Kina.
Det bedste porcelæn blev – ligesom i Sòng-dynastiet – produceret i Jingdezhen-området og andre steder i Sydkina. Den høje kvalitet som den kejserlige porcelæn fra Jingdezhen opnåede, har sammenhæng med mongolernes mistillid til kinesiske lærde. I stedet for at engagere dem i centrale embeder blev de sat til manuelt arbejde. De mest intelligente lærde blev antagelig betragtet som de potentielt mest farlige. Det er derfor grund til at tro, at netop de bedste hjerner og de dygtigste kalliografer havnede i porcelænsindustrien.

## Dynastiets undergang

### Uro i befolkningen
Sidste del af Yuán-tiden var præget af stridigheder, misvækst og en voksende bitterhed blandt kineserne mod de udenlandske herskere. Yuán-dynastiet var et af de kortere i Kinas historie – det sad ved magten i blot et århundrede, fra 1271 til 1368. Som tiden gik, blev herskerne stadig mere påvirkede af det kinesiske, og de mistede grebet om de andre mongolske lande i Asien. Mens de ægte mongoler så på dem som alt for kinesiske, betragtede kineserne dem som for mongolske. Efterhånden mistede de grebet om magten. Det gjorde ikke sagen bedre, at herskerne ikke påtog sig at lære kinesisk og var uinteresserede i Kinas rige kultur. De senere Yuán-kejsere herskede stadig kortere, og deres styre var præget af intriger og rivalisering. De var også uinteresseret i administration.
Kejser Yingzong regerede i kun to år (1321-1323); han blev styrtet ved et kup iscenesat af fem fyrster. De indsatte kejser Taidingdi, men han blev også dræbt.
Fra midten af 1300-tallet kom det til en række ødelæggende oversvømmelser, efter at digerne omkring Den gule flod brast i 1351. Mongolernes kansler Toghta lod bygge en ny kanal syd for Shandonghalvøen. Det lykkedes i den forbindelse kineserne for første gang at organisere en opstand. Kort efter udbrød der flere oprør i Centralkina (1352) under forskellige anførere. Det vigtigste oprør blev ledet af gruppen De røde turbaner. Mellem 1355 og 1368 blev Zhu Yuánzhang mere og mere den naturlige anfører. Det var ham, som blev den første kejser af det efterfølgende Míng-dynasti. I 1368 kunne hans hær ledet af Hsü Ta fordrive khanen Toghan Timur fra Běijīng. Således kom mongolernes herredømme over Kina til sin afslutning.

### Det nordlige Yuán
Med mongolernes retræte til Mongoliet ophørte Yuán-dynastiet som dynasti i Kina, men det fortsatte uden for landet. Det kaldes gerne Det nordlige Yuán af moderne historikere. Efter kinesisk politisk ortodoksi kunne det kun bestå et legitimt kinesisk rige, og dermed fornægtede Yuán-dynastiet og Míng-dynastiet hinandens legitimitet. Moderne kinesiske historikere anser stort set Míng-dynastiet som det mest retmæssige fra denne tid.
Kineserne kaldte mongolerne for "tatarer", ikke for "mongoler". Selv kaldte de sig på sit eget sprog for "mongghol". En kinesisk hær rykkede ind i 1380, og i 1388 vandt den en afgørende sejr. Omkring 70.000 mongoler blev taget til fange, og paladset Karakorum (mongolernes regeringssæde) blev tilintetgjort. Otte år efter invasionen overtog Yesüder den mongolske trone. Han var en efterkommer efter Arigh Bugha. Efter at have ledet mongolerne gennem turbulente tider overlod han så tronen til efterkommere af Kublai Khan.
Mongolerne var hårdt pressede af manchuerne i 1600-tallet. I 1634 døde Ligdan Khan, den sidste store khan over mongolerne, på vej til Tibet. Han søn Ejei Khan overgav sig til manchuerne og gav Yuán-kejsernes store segl til deres hersker Huang Taiji.